# Mouvement Moorish

Le mouvement Moorish ou le mouvement des Maures (en arabe : الحركة المورية), est un mouvement nationaliste extrémiste marocain militant principalement sur les réseaux sociaux et ayant pour projet de « faire revivre le passé glorieux du Maroc ». Aussi, il s'oppose aux « ennemis de la nation » et promeut la suprématie de l'« ethnie maure ». Son idéologie est aussi connu sous le nom de Tamaghrabit (« marocanisme » en français).
Le mouvement est lancé vers 2017 et gagne en influence en menant des campagnes sur des sujets historiques et culturels sur les réseaux sociaux, tout en possédant des médias[pas clair]. Son objectif est de mettre en avant la singularité du Maroc et son hégémonie par rapport aux pays du Maghreb, qu'il accuse de s'approprier son histoire et son patrimoine, et d'attaquer les ennemis de la nation marocaine. Le mouvement fait face à des critiques, notamment sur la véracité de ses publications et sur ses campagnes de harcèlement et de désinformation.

## Historique
Le mouvement Morrish, selon l'agence de presse espagnole EFE, n'a aucun lien avec les Moorish sovereign citizens (en) des États-Unis, qui sont « un groupe de Noirs affirmant que leurs ancêtres, à l'époque de l'esclavage, étaient originaires du Maroc ».
Le mouvement Moorish apparaît en 2017 et s'établi à travers les réseaux sociaux grâce à des publications autour du folklore marocain. Progressivement, fort d'une base de sympathisants, ces comptes évoluent vers le nationalisme, avec une fascination marquée pour des figures telles que Poutine ou Erdoğan, et une hostilité envers les « islamistes », les « gauchistes » et l'Algérie. Le mouvement glorifie parfois la violence contre l'Algérie et le Front Polisario. Les publications du mouvement contiennent parfois des mèmes représentant Hassan II ou Pepe the Frog.
En mars 2022, le journal arabophone marocain, Assabah, explique que cette tendance émergente sur les réseaux sociaux glorifie la « suprématie d'une ethnie maure » et prône l'expulsion des migrants « originaires des pays situés au sud du Sahara » principalement à travers des pages Facebook. Il explique aussi que ces idées raciales trouvent un certain écho au Maroc. Selon le journal, le pays serait confronté à une montée réelle d'un « mouvement extrémiste ».
L'initiateur de ce mouvement n'est pas connu. Un chercheur européen estime que: « quelqu'un dirige ce mouvement d'en haut, par exemple, plusieurs comptes Twitter appartiennent à des personnes proches de certains diplomates». Selon EFE, le mouvement reçoit également un soutien de l'État, qui le considère comme une entité susceptible de combler le vide culturel et politique face à la montée des courants islamistes. Plusieurs journalistes marocains estiment, sans pouvoir en fournir de preuves, que les services de renseignement du pays pourraient être derrière ces réseaux. 

## Objectifs et idéologie
L'objectif revendiqué par le mouvement est de « faire revivre le passé glorieux et ancestral du Maroc impérial et de défendre la singularité du royaume face aux menaces venant de toutes parts », et il attaque tous ceux qu'ils considèrent comme des « ennemis de la nation ». Le mouvement s'appuie sur des récits idéologiques sans fondement, aux visées exclusives, sans arguments scientifiques solides, pour justifier sa singularité. Le mouvement incite ses partisans à adopter une nouvelle interprétation nationale de l'histoire, afin de favoriser une fierté nationale ancrée dans le concept idéologique de « Tamaghrabit » (marocanisme).

Symbole généralement utilisé par le mouvement, présumé qu'il s'agit du drapeau mérinide, alors qu'il s'agit en réalité d'une reproduction d'un des drapeaux capturés en 1908 par les Français au Maroc, sans aucune preuve qu'il soit mérinide.

Pour l'analyste sociologique marocain Bouchaib Majdou, « la popularité de ces groupes trouve ses bouffées d'air et se nourrit de ce conflit (latent et manifeste) avec nos voisins algériens. ».Un interlocuteur du mouvement, interrogé par le média marocain Media24, décrit ce dernier comme un courant nationaliste virtuel qui englobe diverses tendances et vise à promouvoir la singularité du Maroc. Il aborde également les questions d'histoire, d'identité et de spécificité de la culture marocaine, soulignant qu'il existe une importante désinformation à ce sujet, ainsi qu'une ignorance et une indifférence largement répandues.
Selon l'agence de presse espagnole EFE, le mouvement n'appartient pas politiquement au courant islamiste. Il rassemblerait une partie importante de l'élite libérale marocaine, croyant en la singularité d'un Maroc distinct des autres nations, qui s'est construite depuis le royaume de Maurétanie.
Pour Rachid Achachi, les Moorish se divisent en deux tendances. D'une part, « Pulse – Morocco's counterculture », un mouvement né en 2016, s'inspirant du libéralisme anglais. D'autre part, un autre mouvement qui milite sur les réseaux sociaux, sans aborder les questions économiques, contrairement au premier qui critique ceux défendant le protectionnisme. Les deux partagent l'idéologie de l'hégémonie culturelle sur le Maghreb. Pour Rachid Achachi, la deuxième tendance est un peu comme un ado sans structure, et le niveau de contenu qu'il produit ne dépasse pas celui de Wikipédia.
Le mouvement est constitué aussi d'une communauté résidant en France et en Belgique, revendiquant un nationalisme et un patriotisme 100% marocains, alors que la plupart de ses membres ne résident pas au Maroc et n’y ont pour la plupart jamais vécu. Les militants de ce mouvement utilisent généralement un drapeau qu'ils considèrent comme étant celui des Mérinides.

## Publications
Selon un sociologue expert des réseaux sociaux suivant ce mouvement, l'une de leurs méthodes consiste à présenter des penseurs tels que Abdellah Laroui comme faisant partie de leur mouvance, tout en manipulant ses passages pour les adapter à leur vision du Royaume. Aussi, selon ce sociologue, grâce à la technologie, ces extraits sont coupés de leur contexte, déformés et partagés, devenant ainsi viraux. D'après lui, le penseur lui-même, s'il était encore vivant, ne cautionnerait pas le mouvement.
Le mouvement propage une pensée du Maroc impérial, voyant que l'État marocain est la continuité des anciennes dynasties ayant régné sur la région, alors que cette information ne reflète pas la réalité historique.
Le mouvement communique sur les réseaux sociaux et les sites web comme le média MoorishTimes.

## Attaques et diffamations
Dans un rapport publié par le groupe Meta en février 2021, il est mentionné que Meta a « supprimé 385 comptes Facebook, 6 pages et 40 comptes Instagram en raison de violations de leur politique contre les comportements coordonnés non authentiques. Ce réseau était principalement basé au Maroc et visait un public national ». Le rapport indique que les responsables de ce réseau utilisaient des « faux comptes » et qu'ils publiaient « simultanément » dans plusieurs groupes pour donner l'« impression d'une plus grande popularité de leur contenu ». De plus, ces comptes étaient fréquemment utilisés pour commenter des actualités et des « articles favorables au gouvernement » provenant de divers médias, y compris Chouf TV,.
Selon un rapport de Freedom House publié en 2021, les comptes associés à ce mouvement sur les réseaux sociaux ont joué un rôle dans la diffusion de la « désinformation et de la propagande pro-gouvernementale ». Ils ont adopté une esthétique en ligne similaire à celle de l'« extrême droite » et partagé du contenu « ultranationaliste, ethnonationaliste, misogyne et raciste ». Le rapport rajoute que « les responsables marocains ont été observés interagissant régulièrement avec ces comptes, en aimant et en partageant leur contenu, tandis que certains comptes du mouvement ont activement promu le contenu provenant de comptes officiels, y compris ceux de diplomates et d'ambassades, tout en ciblant des activistes et des journalistes en ligne ».
En 2021, l'ex-footballeur international Abdeslam Ouaddou est la cible d'attaques et d'insultes en raison de son appel au fair-play entre les supporters algériens et marocains lors du match de la Coupe arabe. Ces attaques, souvent associées au mouvement Moorish, sont accompagnées de détournements de sa photo impliquant des connotations racistes. Sur Twitter, Ouaddou dénonce ces attaques, partageant des exemples de contenus racistes du mouvement Moorish et qualifiant leurs idéologies de racistes, xénophobes et homophobes.
Le ministre marocain Othman El Ferdaous est la cible des critiques de ce mouvement après que le couscous a été reconnu à l'UNESCO comme patrimoine immatériel par tous les pays du Maghreb. Ce mouvement considère cela comme une trahison de la part du ministre et une défaite pour l'État, arguant que des pays comme l'Algérie, la Mauritanie et la Tunisie cherchent à s'approprier un plat typiquement marocain. À travers cette attaque, le mouvement visait à créer un mythe, faisant croire à de nombreuses personnes, en particulier aux jeunes, que les pays du Maghreb avaient l'intention de s'approprier le patrimoine marocain.
Marouane Harmach, après avoir publié un thread critiquant le mouvement, reçoit des intimidations et des menaces de la part des sympathisants de ce mouvement. Ce dernier l'accuse d'être un allié des puissances étrangères qui déstabilisent la nation, et cela est d'autant plus évident après que le compte Twitter (X) de l'Union européenne a aimé son thread. Le mouvement sur les réseaux n'a pas hésité à réagir et à le présenter comme preuve de cette appartenance, en enchaînant une attaque contre lui. Marouane Harmach répond que le mouvement ne répond jamais sur le fond et cherche toujours des accusations non fondées, ce qui prouve davantage que c'est un danger pour le pays.
En 2020, une série d'attaques informatiques perpétrées par des hackers marocains a ciblé des sites algériens. Ces cyberattaques ont été marquées par l'utilisation du symbole du mouvement Moorish sur la page d'accueil des sites piratés.
En 2023, ils ont exercé une pression avec l'influenceur Tarik Talk pour l'annulation du concert de Booba à Marrakech, invoquant comme raison que Booba aurait porté atteinte à la femme marocaine.
Le mouvement a également pris la parole sur l'affaire de Brahim Bouhlal, emprisonné au Maroc, et a facilité l'intervention des avocats, espérant que cette affaire serve d’exemple aux artistes qui auraient la même mauvaise idée.

## Conséquences
Les comptes liés à ce mouvement, supprimés par Meta, ont participé à la diffusion des attaques visant l'Algérie, les journalistes indépendants, les féministes, les activistes de gauche et le Polisario. En réponse aux attaques de ce mouvement, certains comptes « Dzoorish » (pseudo choisi en réponse aux "« Moorish »") ont été créés pour relayer cette désinformation, entraînant une escalade de la guerre de désinformation sur les réseaux sociaux.
Par exemple, dans ces guerres de désinformation, des acteurs utilisent l'identité visuelle de la présidence algérienne pour diffuser de faux communiqués sur la mort du président Abdelmadjid Tebboune. En retour, certaines publications se servent de l'identité visuelle du journal Hespress pour prétendre à la mort du roi Mohammed VI.
Selon les rapports sur la crise entre les deux pays, cette publication a aggravé les tensions qui existaient déjà dans le cadre des régimes, mais s'est propagée à travers la population, entraînant une détérioration des relations malgré les divergences.
L'agence de presse EFE souligne que ce mouvement a fait face à des critiques au Maroc, où il est accusé de tenter de créer une entité dans un contexte déjà en crise d'identité.